# Нанкоку
 Нанкоку  (јап. 南国市) град је у Јапану у префектури Кочи. Према попису становништва од 29. фебруара 2012. у граду је живело 49.040 становника.

## Становништво
Према подацима са пописа, у граду је 2012. године живело 49.040 становника.
| 1995.  | 2000.  | 2005.  |
| ------ | ------ | ------ |
| 48.192 | 49.965 | 50.758 |